# Gorogobius stevcici
Gorogobius stevcici és una espècie de peix de la família dels gòbids i de l'ordre dels perciformes.

## Morfologia
- Els mascles poden assolir 3,3 cm de longitud total i les femelles 2,33.[4]

## Hàbitat
És un peix marí, de clima tropical i bentopelàgic que viu entre 15-40 m de fondària.

## Distribució geogràfica
Es troba al golf de Guinea: São Tomé.

## Observacions
És inofensiu per als humans.